# Tiếng Tsonga
Tiếng Tsonga hay Xitsonga là một ngôn ngữ tại miền Nam châu Phi được người Tsonga sử dụng, cũng được biết đến là Shangaan. Tsonga thuộc Nhóm ngôn ngữ Bantu của Ngữ hệ Niger-Congo. Ngôn ngữ của người Tsonga bị gọi sai thành Xichangana (hay "Shangaan" bởi những người ngoài) bởi một số người từng nằm dưới lãnh đạo Soshangana "Manukusa" (bị phân loại sai là người Zulu nhưng thực tế là Ndwandwe, như thế Xichangana là từ ghép của Xitsonga và ngôn ngữ của người Ndwandwe). Tsonga có nhiều phương ngữ khác nhau, một vài trong số đó được một số nhà ngôn ngữ học coi là những ngôn ngữ riếng biệt.

## Phân bổ
| 0–20% 20–40% 40–60% |  | 60–80% 80–100% |

Phân bổ người nói tiếng Xitsonga ở Nam Phi: tỉ lệ người sử dụng Xitsonga tại nhà.

Tsonga được khoảng 1.972.000 người sử dụng tại tỉnh Limpopo cũng như tỉnh Gauteng và Mpumalanga của Nam Phi, và khoảng 1,5 triệu người tại Mozambique, 19.000 người tại Swaziland. Cũng có khoảng 100.000 người nói ngôn ngữ này tại Zimbabwe.

### Số đếm
| Tsonga                            | Số   |
| --------------------------------- | ---- |
| N'we                              | 1    |
| Mbirhi                            | 2    |
| Nharhu                            | 3    |
| Mune                              | 4    |
| Ntlhanu                           | 5    |
| Ntsevu                            | 6    |
| Nkombo                            | 7    |
| Nhungu                            | 8    |
| Nkaye                             | 9    |
| Khume                             | 10   |
| Khume (na) n'we / Khume-n'we      | 11   |
| Khume (na) mbirhi / Khume-mbirhi  | 12   |
| Khume (na) nharhu / Khume-nharhu  | 13   |
| Makhume mambhirhi / Makume-mbirhi | 20   |
| Makhume manharhu / Makume-nharhu  | 30   |
| Mune wa makhume                   | 40   |
| Tlhanu wa makhume                 | 50   |
| Dzana                             | 100  |
| Gidi                              | 1000 |

### Tháng trong năm
| Tsonga        | Tháng |
| ------------- | ----- |
| Nsunguti      | 1     |
| Nyenyenyani   | 2     |
| Nyenyankulu   | 3     |
| Dzivamusoko   | 4     |
| Mudyaxihi     | 5     |
| Khotavuxika   | 6     |
| Mawuwani      | 7     |
| Mhawuri       | 8     |
| Ndzhati       | 9     |
| Nhlangula     | 10    |
| Hukuri        | 11    |
| N'wendzamhala | 12    |

## Ví dụ văn bản
Kinh Lạy Cha (con ở Tsonga):

Tata wa hina la nge matilweni,
vito ra wena a ri hlawuleke;
a ku te ku fuma ka wena;
ku rhandza ka wena a ku endliwe misaveni,
tanihi loko ku endliwa tilweni.
U hi nyika namuntlha vuswa bya hina bya siku rin'wana ni rin'wana;
u hi rivalela swidyoho swa hina,
tanihi loko na hina hi rivalela lava hi dyohelaka;
u nga hi yisi emiringweni,
kambe u hi ponisa eka Lowo biha,
Amen.

### Phần mền
- Spell checker for OpenOffice.org and Mozilla Lưu trữ ngày 14 tháng 1 năm 2007 tại Wayback Machine, OpenOffice.org Lưu trữ ngày 24 tháng 3 năm 2007 tại Wayback Machine, Mozilla Firefox web-browser Lưu trữ ngày 10 tháng 2 năm 2007 tại Wayback Machine, and Mozilla Thunderbird email program Lưu trữ ngày 24 tháng 3 năm 2007 tại Wayback Machine in Tsonga
- Translate.org.za Lưu trữ ngày 14 tháng 1 năm 2007 tại Wayback Machine Project to translate Free and Open Source Software into all the official languages of South Africa including Tsonga
- PanAfriL10n page on Tsonga